# Родео на бичках

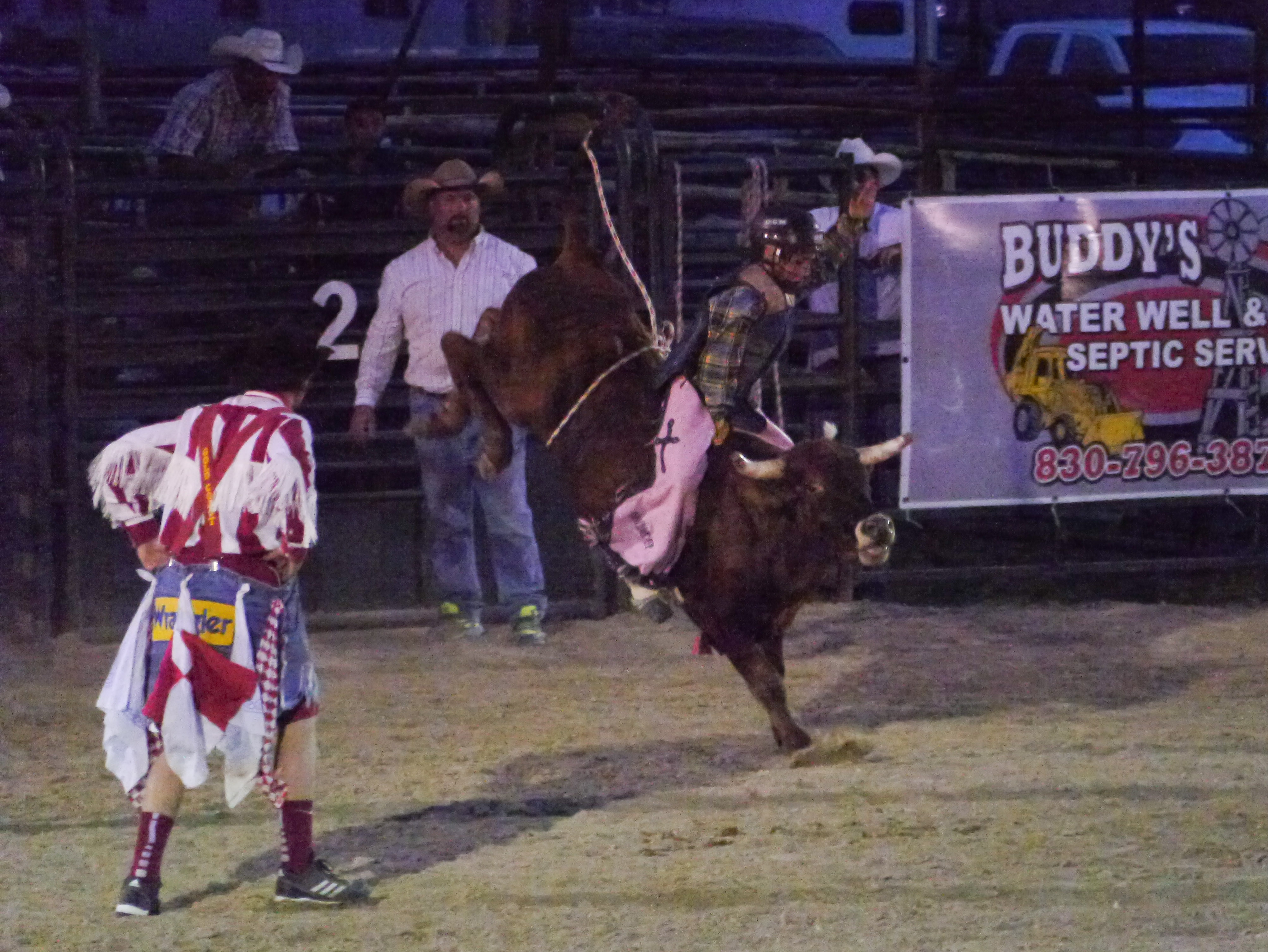
Бичок намагається скинути вершника

Родео на бичках (англ. Steer riding) — молодіжне родео, яке є ознайомчою формою їзди на биках для діте-вершників, зазвичай у віці від семи до чотирнадцяти років. Замість биків, діти їздять на бичках. Бички використовуються тому, що вони спокійніші, ніж бики (бички каструються, а бики ні), і багато порід важать менше, ніж бики, що робить їх ідеальною сходинкою для молодих вершників. Бички зазвичай важать від 500 та 1 000 фунтів (230 та 450 кг). Їзда на бичках зазвичай відбувається після родео на баранах та телятах, коли учасник росте. Багато молодих і перспективних вершників на биках, які навчаються їзді на биках, змагаються в Національній асоціації юніорів-буллрайдерів (США).
Національна асоціація юних бульрайдерів щорічно проводить такі змагання:
- 6 та молодші родео на баранах
- родео на баранах до 6 років
- 8 та молодші на телятах
- 11 та до 11 років на бичках
- 13 років та молодші — марафонська їзда на бичках
- 15 років і молодше Молодші учасники
- 19 та молодші 19 років

Вершники використовують спорядження та техніку їзди, подібні до їзди на дорослих биках. Бички оснащені наступним: фланговий ремінь — фланговий ремінь розміщується навколо флангу бичка, безпосередньо перед задніми ногами, щоб заохотити його до руху. Крім того, вони також використовують «рульову мотузку» — мотузку, яка обертається навколо руля, щоб вершник міг почепити її з дзвоником під нею. Вершники носять накидки з крилом летючої миші та шпори. Для безпеки вони використовують захисні жилети та шоломи з маскою, що нагадують ті, які носять хокейні воротарі.
Події зазвичай розподіляються за віковими категоріями. Для участі в змаганнях потрібен дозвіл батьків, і вони повинні підписати документ про відмову від відповідальності. Під час події учасники можуть отримати серйозні травми.
Як і в перегонах на биках, вершники повинні втриматися на коні протягом восьми секунд, щоб пройти кваліфікацію. Половина балів присуджується за вміння ковбоя сидіти верхи, а інша половина — за вміння бика стрибати. Однією з відмінностей є те, що в деяких змаганнях з перегонів на биках вершникам дозволяється триматися обома руками. Вони можуть вирішити змагатися, тримаючись однією рукою, як дорослі, але якщо вони так роблять, то підпадають під ті ж правила, що і в перегонах з биками, і можуть бути дискваліфіковані за те, що тримаються за бика обома руками. Вершники також можуть бути дискваліфіковані за дотик до тварини або до себе під час їзди. Неможливість втриматися на бику протягом повних 8 секунд або дискваліфікація призводить до не зарахування балів.
Верхова їзда на бичках дозволяє вершникам розвинути необхідні навички перед тим, як виходити на биків. Оскільки бики стають все більш атлетичними та небезпечними, для підлітків, юнаків та молодих людей як ніколи важливо отримати весь необхідний досвід, перш ніж виходити на арену з биками. Один чоловік, колишній чемпіон світу з наїзництва на биках PRCA, Коді Кастер, докладно обговорює це питання на своєму веб-сайті. Коли молодь береться за «молодих биків», які лише десять чи два роки тому вважалися биками професійного рівня, вони мають надзвичайно низький рівень успіху, розчаровуються або отримують травми, що виходять за межі розумно прийнятного.
Є також деякі бички, яких не використовують у родео, їх навчили не вириватися, і натомість вони м'яко піддаються верховій їзді. Більшість людей, які навчили свою худобу їздити верхи, використовують її для виконання завдань, подібних до тих, що виконують коні, таких як їзда по стежці, стрибки та біг. Однак вони потребують іншого догляду та поводження, ніж коні. Деякі породи великої рогатої худоби більш придатні для цього, ніж інші.